# الزين محمد أحمد
الزين محمد أحمد الزين قارئ سوداني من مواليد 1982م ولاية شمال كردفان محلية أم دم قرية البنية، بدأ في حفظ القرآن وعمره عشر سنوات، وبعد عامين وفقه الله لحفظ القرآن كاملاً بخلوة خرسي بمحلية بارا وذلك في العام 1996م، ثم التحق بمعهد الفكي العلمي لتجويد القرآن وذلك في العام 2003م، وقد حفظ شيخ الزين القرآن الكريم على يد الشيخ حسن حامد والشيخ أحمد بابكر «حمدان».

## النشأة
ولد في تندلتي ولاية شمال كردفان في يوليو 1982م، ونشاء داخل بيت ديني فجده الفكي الزين الذي تمت تسميته عليه كان فقيهًا وورعًا وحافظًا ومجودًا لكتاب الله. درس المرحلة الأولية بمدرسة البنية أساس وبعدها أتجه للدراسة في الخلوة لحفظ القرآن بخلوة (خرسي) في محلية بارا، بدأ حفظ القرآن فيها وعمره عشر سنوات ونصف علي يد الشيخ حسن حامد والشيخ أحمد بابكر وختم المصحف حفظًا وتجويدًا وعمره 17 سنة على روايتي الدوري وحفص. بعدها درس في المعهد العلمي ثم التحق بجامعة القرآن الكريم وتخرج فيها.

### إجازة القراءة
في العام 2008م حصل على الإجازة من الأزهر الشريف على يد الشيخ أحمد عيسى المعصراوي شيخ عموم القراء المصريين، وقبلها حصل على إجازة القراءة من جامعة القرآن الكريم والعلوم الإسلامية.
وله تسجيلان من المصحف المرتل سجل الأول بالأستديو والثاني تم تسجيله عبر الإذاعة من صلاة التراويح.

### إمام وخطيب مسجد السيدة سنهوري
في العام 2001م وعن طريق أبن عمه (الشيخ الهادي التجاني إمام مسجد أبوبكر الصديق ببحري) رُشح ضمن عدة شيوخ لإمامة مسجد السيدة سنهوري ووقع الاختيار عليه
ويقصد المسجد آلاف المصلين من مدن العاصمة الثلاث (الخرطوم – الخرطوم بحري– أم درمان) لأداء صلاتي التراويح والتهجّد لتزكية النفس بالترتيل الروحاني لإمام المسجد الشيخ الزين محمد أحمد على الرغم من إقامة الصلاتين في جل مساجد العاصمة التي تتجاوز الألف مسجد.

## مشاركاته
- المهرجان القومي للقرآن الكريم الخامس والعشرين في العام 1998م والذي أقيم في ولاية القضارف وأحرز فيه المركز الأول على مستوى السودان.
- شارك باسم السودان في عدة دول في كل من ماليزيا ودبي وأحرز جائزتها العالمية الثالثة في القرآن الكريم، وذلك خلال التنافس مع «83» دولة.[1]
- في العام 2005م نافس على جائزة الملك عبد العزيز بالمملكة العربية السعودية وأحرز المركز الثاني.[1]
- في العام 2006م شارك في منافسات جمهورية ليبيا وأحرز المركز الثاني بين «66» دولة.[1]